# Blauwmaskermiervogel
De blauwmaskermiervogel (Hafferia immaculata) is een zangvogel uit de familie Thamnophilidae (miervogels).

## Verspreiding en leefgebied
Deze soort komt voor in Colombia en Venezuela en telt drie ondersoorten:
- H. i. immaculata: oostelijk Colombia en westelijk Venezuela.
- H. i. concepcion: centraal Colombia.
- H. i. brunnea: noordwestelijk Venezuela.

## Status
De grootte van de populatie is niet gekwantificeerd maar de soort wordt omschreven als schaars. Op de Rode lijst van de IUCN heeft deze soort de status niet bedreigd.